# Miroslav Raičević
Miroslav Raičević (in serbo Мирослав Раичевић?; Vrbas, 13 luglio 1981) è un ex cestista e allenatore di pallacanestro serbo naturalizzato greco.

## Palmarès
- Coppa di Serbia e Montenegro: 1

Stella Rossa Belgrado: 2006
- Coppa di Grecia: 1

Aris Salonicco: 2003-04
- FIBA Europe Champions Cup: 1

Aris Salonicco: 2002-03